# The Sex Pistols Collection
The Sex Pistols Collection es un álbum recopilatorio doble de la banda inglesa Sex Pistols lanzado en 2001 por el sello Dressed To Kill dentro una serie titulada The Legends Collection.

## Lista de canciones
CD 1
1. "C' Mon Everybody" (Jerry Capehart/Eddie Cochran) - 2:24
2. "(I'm Not Your) Steppin' Stone" (Tommy Boyce/Bobby Hart) - 3:18
3. "No Lip" - 2:58
4. "I Wanna Be Your Dog" 5:28 (Dave Alexander/Ron Asheton/Scott Asheton/Iggy Pop) - 5:28
5. "Belsen" - 2:57
6. "Chatterbox" (Johnny Thunders) - 2:51
7. "Tight Pants" (Iggy Pop/James Williamson) - 4:07
8. "My Way" (Paul Anka/Claude François/Jacques Revaux/Gilles Thibault) - 4:36
9. "Search & Destroy" (Iggy Pop/James Williamson) - 2:58
10. "My Way" (Alternative Version) (Paul Anka/Claude François/Jacques Revaux/Gilles Thibault) - 2:53
11. "Pretty Vacant" (Paul Cook/Steve Jones/Glen Matlock/Johnny Rotten) - 2:57
12. "Submission" (Paul Cook/Steve Jones/Glen Matlock/Johnny Rotten) - 4:28
13. "Anarchy in the U.K." (Paul Cook/Steve Jones/Glen Matlock/Johnny Rotten) - 4:00

CD 2
1. "No Feelings" (Paul Cook/Steve Jones/Glen Matlock/Johnny Rotten) - 2:52
2. "P.V.C. (Want to Be Me)" - 3:11
3. "Rotten (Really Was a Crazy Sod)" - 2:08
4. "Underwater Secrets" - 4:18
5. "Bill Grundy Interview" - 1:55
6. "C'mon Everybody" (Jerry Capehart/Eddie Cochran) - 1:55
7. "Search and Destroy" (Iggy Pop/James Williamson) - 3:04
8. "Malcolm's Interview" - 0:42
9. "Anarchy in the USA" (Paul Cook/Steve Jones/Glen Matlock/Johnny Rotten) - 4:08
10. "Satellite" - 4:10
11. "The Off Again" - 4:09
12. "Finsbury Park Kid" - 4:06
13. "No Lip" - 3:22
14. "Something Else" (Eddie Cochran/Sharon Sheeley) - 2:08
15. "My Way" (Paul Anka/Claude François/Jacques Revaux/Gilles Thibault) - 2:57
16. "Revolution" - 3:16

## Personal
- Johnny Rotten - voz
- Steve Jones - guitarra, coros y bajo
- Glen Matlock - bajo
- Sid Vicious - bajo y voz
- Paul Cook - batería